# إيثان فوجت
إيثان فوجت (بالإنجليزية: Ethan Vogt)‏ هو منتج أفلام ومصور سينمائي ومصور أمريكي، ولد في 13 يوليو 1974 في بوسطن في الولايات المتحدة.

## وصلات خارجية
- إيثان فوجت على موقع IMDb (الإنجليزية)